# Kobiljača (Bośnia i Hercegowina)
Kobiljača – wieś w Bośni i Hercegowinie, w Federacji Bośni i Hercegowiny, w kantonie sarajewskim, w gminie Ilidža. W 2013 roku liczyła 349 mieszkańców, z czego większość stanowili Boszniacy.